# Карчан (Марказі)
Карчан (перс. كارچان, також романізоване як Kārchān; також відоме як Карчон і Харшан) — місто в центральному окрузі округу Арак, провінція Марказі, Іран. За даними перепису 2006 року, його населення становило 3530 осіб, що проживали у складі 964 сімей. У 2009 році йому присвоєно статус міста.